# Суспільне Київ
«Суспільне Київ» (Філія АТ «НСТУ» «Центральна дирекція») — українська регіональна суспільна телерадіокомпанія, філія Національної суспільної телерадіокомпанії України, до якої входять однойменний телеканал, радіоканал «Українське радіо Київ» та діджитал-платформи, які мовлять на території Києва та Київської області.

## Історія
Телерадіокомпанію засновано 12 грудня 1995 року. До 2017 року мала назву Київська державна регіональна телерадіокомпанія. Телеканал компанії називався «Центральний канал», його логотипом були дві великі літери «ЦК».
З 2017 року телерадіокомпанія є філією українського Суспільного мовлення — Національної суспільної телерадіокомпанії України.
22 липня 2019 року філія отримала назву «UA: Київ». 12 серпня оновлено логотип телерадіокомпанії.
23 травня 2022 року в зв'язку з оновленням дизайн-системи брендів НСТУ телерадіокомпанія змінила назву на «Суспільне Київ».
З 20 листопада по 18 грудня 2022 року телеканал філії транслював Чемпіонат світу з футболу 2022.

## Телебачення
«Суспільне Київ» — український регіональний суспільний телеканал, який мовить на території Києва та Київської області.

#### Програми
- «Суспільне. Студія»
- «Суспільне Новини»
- «Суспільне Спорт»
- «Тиждень. Київ»

### Архівні програми
- «Суспільне. Спротив»
- «Сьогодні. Головне»
- «Суспільне Новини. Київ»
- «Тема дня»
- «Звіти наживо»

### Наповнення етеру
Етерне наповнення мовника — інформаційні, соціально-публіцистичні та культурно-мистецькі програми виробництва творчих об'єднань НСТУ та «Суспільне Київ».

### Мовлення
Передача цифрового мовлення телеканалу відбувається в мультиплексі MX-5 (DVB-T2) у форматах 576i 16:9 та 1080i (HDTV). Трансляція мовника також доступна на сайті «Суспільне Київ».

## Радіо
У Києві та Київській області НСТУ мовить на радіоканалі «Українське радіо Київ».

## Діджитал
У діджиталі телерадіокомпанія «Суспільне Київ» представлена вебсайтом та сторінками у Facebook та YouTube. Крім того, на сайті «Суспільне Новини» є розділ про новини Київщини.

## Логотипи
Телерадіокомпанія змінила 4 логотипи. Нинішній — 5-й за рахунком.
| Логотип | Опис                                                                  |
| ------- | --------------------------------------------------------------------- |
|         | Перший логотип телеканалу з 12 грудня 1995 до 30 листопада 2012 року. |
|         | Другий логотип телеканалу з 1 грудня 2012 до 19 лютого 2019 року.     |
|         | Третій логотип телеканалу з 20 лютого до 11 серпня 2019 року.         |
|         | Четвертий логотип телеканалу з 12 серпня 2019 до 22 травня 2022 року. |
|         | П'ятий логотип телеканалу з 23 травня 2022 року дотепер.              |

### Хронологія назв
| Дата      | Назва                                 |
| --------- | ------------------------------------- |
| 1995—2012 | «Київська державна телерадіокомпанія» |
| 2012—2019 | «Центральний канал»                   |
| 2019—2022 | «UA: Київ»                            |
| з 2022    | «Суспільне Київ»                      |